# Humaira Begum
 (février 2013).
Si vous disposez d'ouvrages ou d'articles de référence ou si vous connaissez des sites web de qualité traitant du thème abordé ici, merci de compléter l'article en donnant les références utiles à sa vérifiabilité et en les liant à la section « Notes et références ».
La Bégum Humaira, née le 27 juillet 1918 à Kaboul et morte le 26 juin 2002 à Rome, est reine consort d'Afghanistan de 1933 à 1973, épouse du roi Mohammad Zaher Shah. 

## Biographie
Humaira est la fille du sardar Ahmad Shah Khan (frère de la reine Mah Parwar d'Afghanistan), ministre de la Cour et de sa première épouse Zarin Begum (elle-même, fille du général sardar Khushdel Khan Loynab et cousine du roi Amanullah Khan). Elle appartient à la dynastie des Mohammadzai (appelée aussi Barakzai), comme son époux le roi Mohammad Zaher Shah.
Le 7 novembre 1931, elle épouse dans le palais royal son cousin germain (fils de sa tante paternelle), Mohammad Zaher Shah, alors prince-héritier. Le 8 novembre 1933, son beau-père, le roi Mohammad Nadir Shah, est assassiné par un jeune étudiant. Ainsi, son mari accède au trône sous le nom de « S. M. le roi Mohammad Zaher Shah ». Femme active, elle suit de près les réformes sociales et les activités de l'Association des femmes afghanes. Alors que son mari mène des réformes en faveur de l'émancipation des femmes, elle apparaît dans les médias habillée à l'occidentale, sans voile, ce qui ne plaît pas aux conservateurs musulmans.

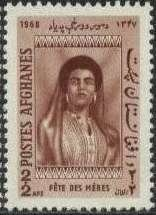
Timbre de 1968.

Elle est la mère de deux filles et six fils, dont l'aîné meurt à l'adolescence. Elle accompagne son époux lors des voyages officiels. Elle est décorée de l'ordre suprême d'Afghanistan « Almar-e-Ala » et de l'ordre de la Couronne précieuse du Japon.
Le 17 juillet 1973, alors que le roi est en déplacement, leur cousin et beau-frère Mohammad Daoud Khan commet un coup d'État ; il renverse la monarchie et instaure la République. La reine et les siens sont dans un premier temps emprisonnés dans leurs appartements royaux, avant d'être exilés à Rome auprès du roi. En 2002, alors que l'Afghanistan retrouve la paix après des décennies de guerre, son époux, l'ancien roi, retourne en Afghanistan pour assister à l'instauration de la démocratie dans son ancien royaume. L'ancienne reine meurt peu de temps après à Rome, le 26 juin 2002. Son corps est rapatrié dans son pays pour y être enterré auprès des siens, à Kaboul, au Tapa-e-Maranjan.

## Descendance
De son mariage le 7 novembre 1931 avec son cousin germain Mohammad Zaher Shah (1914-2007) elle a six fils et deux filles :
1. la princesse Bilqis Begum (née le 17 avril 1932).
2. le prince Mohammad Akbar Khan (4 août 1933 - 26 novembre 1942).
3. le prince héritier Ahmad Shah (23 septembre 1934 - 4 juin 2024), prétendant au trône à la mort de son père.
4. la princesse Maryam Begum (2 novembre 1936 - 25 décembre 2021).
5. le prince Mohammad Nadir Khan (21 mai 1941 - 3 avril 2022).
6. le prince Shah Mahmoud Khan (15 novembre 1946 - 7 décembre 2002).
7. le prince Mohammad Daoud Pashtunyar Khan (né le 14 avril 1949).
8. le prince Mir Wais Khan (7 janvier 1957 - 29 septembre 2023).